# Laghi di Revine Lago
I laghi di Revine Lago sono due specchi d'acqua della provincia di Treviso. Si trovano sul fondo della Vallata, divisi tra i comuni di Revine Lago e Tarzo.
Nello specifico, si tratta del lago di Santa Maria, ad est, e del lago di Lago (o di San Giorgio), ad ovest. I bacini sono separati da una zona paludosa di 200-300 metri e sono messi in comunicazione dal canale delle Barche.
Attorno sorgono alcune borgate: sul lago di Santa Maria si affacciano a nord Santa Maria e a sud Colmaggiore, sul lago di Lago a nord Lago e a sud Fratta.

## Lago di Santa Maria
Il lago di Santa Maria è il più inconsistente dell'insieme di elementi coordinati tra loro in una unità funzionale, sia per la sua estensione minore rispetto al lago di Lago, sia per il motivo del minor ricambio d'acqua che in tempi recenti era affidato alle sole sorgenti sotterranee. Queste sono visibili nelle stagioni più fredde quando le polle d'acqua sono individuabili sul lago ghiacciato dove l'acqua non gela. Negli ultimi anni le zone in cui uscivano fuori le vene d'acqua sembrano essersi ostruite, probabilmente anche a causa dell'aiuto terroso dei torrentelli che si formano durante il periodo piovoso ed a causa della scomparsa della zona di decantazione.

## Lago di Lago
Il lago di Lago in una condizione più favorevole per il sostegno del torrente Piaveson che è alimentato da una particolare sorgente carsica temporanea e immette abbondanti quantitativi d'acqua, questo ne consente una maggior ossigenazione, con il ricambio delle acque.
Al momento da un punto di vista idrologico, il Lago di Santa Maria scarica le acque nel lago di Lago che attraverso la Tajada contribuisce a Follina a dar origine assieme alla sorgente di Santa Scolastica, al fiume Soligo. Il suo emissario (artificiale) è la Tajada, questo canale regola il livello dell'acqua dei laghi nei periodi di piena ed è curioso per la sua flora e la fauna che è tipica dei luoghi umidi e paludosi.

## Storia
Dopo la glaciazione Würm, sul fondo della valle si formò un unico specchio d'acqua (in origine occupava tutta la zona fino a Gai di Cison di Valmarino) e tale rimase fino al XIII-XIV secolo. Nella prima metà del Quattrocento la porzione più occidentale fu prosciugata e bonificata, opera a cui si correlò lo scavo della Tajada il quale funge da emissario del lago di Lago convogliandone le acque al Soligo. Da ciò scaturì la formazione di due bacini, il lago di Lago, ad est, e il lago di Soller, a ovest. In seguito ad altri interventi (gli ultimi risalgono al Novecento) anche il lago di Soller fu prosciugato e parte del lago di Lago fu separata originando il lago di Santa Maria.

### Il misterioso trenino scomparso nel lago
I laghi di Revine Lago furono luoghi di conflitti della prima e seconda guerra mondiale. Nella prima guerra mondiale, dopo la disfatta di Caporetto, anche Revine Lago venne invasa dai soldati austriaci, esattamente tra il novembre del 1917 e l'estate del 1918, periodo che segnò la fine della guerra, nei paesi limitrofi ci furono dei violenti scontri con il nemico, questi ebbero luogo anche a Revine Lago, che culminarono il 30 Ottobre 1918 con la Battaglia di Revine in località Col de la Spina. Nel corso dell'occupazione del 1918 venne realizzata una teleferica a doppio filo portante che dal castello di Serravalle giungeva ai Con (frazione di Serravalle) e da qui al Masieron (sul confine di Serravalle), poi al borgo Bridòt, ed infine alle Lame di Revine dove, infatti, si trovava la piccola stazione. Da qui partiva la ferrovia a scartamento ridotto che portava rifornimenti fino all'aeroporto militare di Tovena. 
Si racconta che durante la ritirata i tedeschi o gli italiani affondarono il treno nel lago, dove, secondo alcune testimonianze, sembra che si trovi tuttora, sotto i sedimenti e la melma che si sono accumulati col passare degli anni. Certe voci parlano anche di un bottino affondato insieme al treno, testimonianze che nel 2009 videro la convinzione univoca dei Comuni di Tarzo e Revine Lago a chiedere perfino un contributo per verificare il fatto. Peccato che il contributo allora non sia stato accettato e quindi non se ne fece niente, come era successo qualche anno prima con i sommozzatori del Sile. Certe testimonianze orali raccontano che il treno procedeva anche su rotaie appoggiate su un tavolaccio fissato sopra barconi galleggianti.
Della seguente ferrovia ci sono tuttora le prove. Infatti quando fu smantellata una parte delle rotaie furono portate a Vittorio Veneto e alcuni pezzi poi sono stati recuperati da abitanti nei dintorni per altri scopi, ad esempio un pezzo di quelle rotaie fu usato come trave di una cantina. Alcuni tratti della ferrovia, secondo alcune testimonianze, sembra siano ancora visibili; infatti, nella stagione di secca quando l'acqua dei laghi è bassa all'inizio della Tajada, nelle vicinanze del ponticello in legno nella frazione di Fratta (Tarzo), sembra che sia ancora possibile vedere le vecchie rotaie della piccola ferrovia che portavano verso Cison di Valmarino.

### Sito di Colmaggiore
Il sito di Colmaggiore rappresenta ad ora il più rilevante insediamento preistorico di tipo umido del Veneto Orientale.
I primi indizi della presenza di un insediamento preistorico risalgono al 1923, quando, durante lo scavo del canale che ora collega i due laghi fu ritrovata una spada di bronzo di tipo Sauerbrunn databile alla media Età del Bronzo (XV secolo a.C.). In seguito, sempre in prossimità dei laghi, furono ritrovati una corta spada Sauerbrunn (XV secolo a.C.) e un pugnale di tipo Peschiera (XIII secolo a.C.).
Nel 1987, altri interventi di escavazione nella stessa zona misero in luce i primi resti di strutture abitative. Venne allertata la Soprintendenza Archeologica del Veneto che promosse una prima campagna di sondaggi nel 1989, seguita da due scavi nel 1992 e nel 1997. In base ai dati raccolti, i resti vennero attribuiti ad un abitato preistorico di tipo umido, insediato per la prima volta nel Neolitico (4.500 a.C. circa) e successivamente occupato anche nell'Età del Rame fino all'inizio dell'Età del Bronzo (2.300 a.C.); gli oggetti di tipologia Sauerbrunn testimoniano presenze anche nel Bronzo Medio e Recente.
I reperti raccolti appartenevano a diverse classi di materiali e tutti hanno contribuito alla datazione relativa del sito e alla comprensione della vita quotidiana degli uomini che lo avevano costruito e abitato.
Fra le testimonianze più importanti vanno ricordati i resti di palificazioni verticali, frammenti lignei combusti, tavolati e massicciate in pietra che sono stati interpretati come fondamenta di palafitte e tracce di bonifica del terreno di sponda. Gli oggetti di uso quotidiano sono rappresentati dai manufatti in selce scheggiata, in pietra verde levigata, nonché resti di terracotta (scodelle, vasi, orci, ciotole, anse, decorazioni incise, colatoi,...) per conservare, cuocere e consumare i cibi. Il ritrovamento di fusaiole e di un peso da telaio testimoniano che gli abitanti del posto conoscevano la tessitura.
Le ossa degli animali e i resti paleobotanici costituiscono invece resti di pasto e aiutano a conoscere la dieta e le strategie di esistenza del villaggio, oltre a dare informazioni sull'ambiente limitrofe, che doveva essere simile a quello attuale.
L'alimentazione molto probabilmente si basava sull'agricoltura, con la coltivazione di cereali (indirettamente testimoniata dal ritrovamento di lame di falcetto in selce e frammenti di macine) e sull'allevamento di bovini, suini, ovini e caprini. La caccia, la raccolta di cibo selvatico e la pesca rappresentavano comunque una risorsa importante.
Il Parco Archeologico Didattico del Livelet è stato pensato e costruito per valorizzare la scoperta del vicino sito di Colmaggiore.

## Fauna ittica
Nei laghi sono presenti varie specie di pesci, anche grazie alla buona qualità delle acque. Tra questi figurano la scardola italica (Scardinius hesperidicus), la tinca (Tinca tinca), il cavedano italico (Squalius squalus), la carpa (Cyprinus carpio), l’alborella (Alburnus arborella), il persico reale (Perca fluviatilis), il persico sole (Lepomis gibbosus), il persico trota (Micropterus salmoides), il luccio italico (Esox cisalpinus), l’anguilla (Anguilla anguilla), il pesce gatto nero (Ameiurus melas) e il siluro (Silurus glanis), quest’ultimo recentemente (2019) immesso nei laghi illegalmente, probabilmente da qualche pescatore attirato dalle grandi dimensioni del pesce e dalla sua rilevanza come preda nell’ambito della pesca sportiva. La sua popolazione è comunque tenuta sotto controllo grazie all’obbligo di non rilasciare il pesce in caso di cattura.